# Pyrenaearia velascoi
Pyrenaearia velascoi é uma espécie de gastrópode da família Hygromiidae.
É endémica de Espanha. 